# Minderbroedersstraat (Brugge)
De Minderbroedersstraat is een straat in Brugge.

## Beschrijving
De straat kwam tot stand toen het klooster van de minderbroeders franciscanen er werd opgericht. Langs de noordoostelijke zijde van hun grote tuin bouwden ze een lange muur. Geen wonder dan ook dat vanaf 1294 de straat Bachten Frerenmuer of Achter den Frerenmeur werd genoemd, in het verlengde van de Freren Fonteinstraat. De straat werd, net als de Freren Fonteinstraat, ook nog Abengystrate genoemd, naar de Abengijse poort die er zich bevond, maar die naam heeft zich niet doorgezet.
Later werd het gewoon Frerenmeurstrate, in de Franse tijd vertaald als Rue des Frères Mineurs. In 1850 heette het nog Freren Mineurstraat, om dan later te worden gewijzigd in Minderbroedersstraat.
De straat loopt van het Park en de Freren Fonteinstraat naar de Schaarstraat.

## Minderbroedersstraat 10
In 1889 werd een in Mechelen gemaakte, maar in Brussel gebouwde houten gevel, van een huis dat behoorde aan een door faillissement getroffen handelszaak, door de Belgische Staat aangekocht en gratis aangeboden aan de stad Brugge op voorwaarde te herbouwen.
De Bruggeling Camille Verhaeghe was hierin geïnteresseerd en bouwde een neogotisch huis, naar een ontwerp van Louis Delacenserie, achter de opnieuw gebouwde Brusselse houten gevel. Hij gaf er de naam 'Lucas-huys' aan.
In 1978-1979 werd de gevel, die jarenlang verwaarloosd was, grondig hersteld. In 1991 werd het huis als monument beschermd.

## Bekende bewoners
- Georges Janssens de Bisthoven